# 施沛
施沛（?—?），字沛然，號笠澤居士，又号元元子。松江府華亭縣人。明朝醫學家。
精於醫學，曾替户部許替勿治療痛痺，以丹参虎骨酒、草薢蠲痺汤療之，不到一個月，即能行走。著有《祖劑》4卷、《雲起堂診籍》1卷、《脈徵》、《脏腑指掌图》、《经穴指掌图》等。